# (7608) Telegramia
(7608) Telegramia (1995 UO1) – planetoida z pasa głównego asteroid okrążająca Słońce w ciągu 3,78 lat w średniej odległości 2,43 j.a. Odkryta 22 października 1995 roku.